# بنجامين نيفيت
بنجامين نيفيت (2 يناير 1977 بشارتر في فرنسا - ) (بالفرنسية: Benjamin Nivet)‏ هو لاعب كرة قدم فرنسي في مركز الوسط. شارك مع منتخب فرنسا تحت 16 سنة لكرة القدم. أما مع النوادي، فقد لعب مع نادي أوكسير ونادي تروا ونادي شاتورو ونادي كاين.

## وصلات خارجية
- بنجامين نيفيت على موقع رابطة كرة القدم الفرنسية للمحترفين (الإنجليزية)
- بنجامين نيفيت على موقع إي إس بي إن إف سي (الإنجليزية)
- بنجامين نيفيت على موقع قاعدة بيانات كرة القدم.إي يو (الإنجليزية)
- بنجامين نيفيت على موقع ليكيب (الفرنسية)
- بنجامين نيفيت على موقع Soccerbase.com (لاعب) (الإنجليزية)
- بنجامين نيفيت على موقع Soccerway.com (الإنجليزية)
- بنجامين نيفيت على موقع AS.com (الإسبانية)